# Moss Hart
Moss Hart, född 24 oktober 1904 i New York, död av en hjärtattack 20 december 1961 i Palm Springs, Kalifornien, var en amerikansk dramatiker, manusförfattare och regissör. Han var gift med skådespelaren Kitty Carlisle. Han är mest känd för sitt arbete inom teater, men har även skrivit för film och TV. Han var mycket framgångsrik på Broadway.
Moss Hart samarbetade ofta med George S. Kaufman och har bland annat skrivit pjäserna Han som kom till middag (1942) och Once in a Lifetime (1932). På egen hand har han skrivit Light Up the Sky och Climate of Eden

## Filmografi (urval)
- 1932 – Once in a Lifetime
- 1942 – Han som kom till middag
- 1944 – Den bevingade segern
- 1944 – Kvinnan i mörkret
- 1947 – Tyst överenskommelse
- 1952 – H C Andersen
- 1954 – En stjärna föds
- 1955 – Teaterprinsen